# Pseudafroneta perplexa
Pseudafroneta perplexa là một loài nhện trong họ Linyphiidae.
Loài này thuộc chi Pseudafroneta. Pseudafroneta perplexa được A. David Blest miêu tả năm 1979.